# Herdenkingsmunt voor de Verdediging van Tirol in 1866
De Herdenkingsmunt voor de Tiroolse Landverdedigers van 1866 (Duits: Denkmünze für die Tiroler Landesverteidiger von 1866), was een onderscheiding van het keizerrijk Oostenrijk. De medaille werd op 17 september 1866 ingesteld door keizer Frans Jozef I van Oostenrijk. In 1866 tijdens de Duitse Oorlog, waarin Oostenrijk tegen Pruisen en zijn Noord-Duitse bondgenoten vocht, hadden de Tiroolse schutters en vrijwilligers zich net als in de napoleontische oorlogen 1796, 1797, 1804, de revolutie van 1848 en ten tijde van de oorlog met Frankrijk en Sardinië in 1859 verzameld om hun keizer te dienen en hun land te verdedigen in de Duitse Oorlog waarin ook Sardinië Oostenrijk aanviel.
In de literatuur is ook sprake van de "Die Denkmünzen für die Tiroler Landesverteidiger 1848, 1859 und 1866".
In 1859 was er ook al een Herdenkingsmunt voor de Tiroolse Landverdedigers van 1859 ingesteld.
Ter herinnering aan deze traditie van weerbaarheid en trouw aan het aartshertogelijk huis Habsburg kreeg de Herdenkingsmunt in 1909 hetzelfde lint als de Tiroler Medaille voor Verdienste en ter Herinnering aan het Jaar 1796, (Duits: Tiroler Erinnerungs- und Verdienstmedaille von 1796) die in 1796 werd gesticht door keizer Frans II die vorstelijk graaf van Tirol was. De medailles waren een politiek instrument en onderstreepten de band tussen de Keizer en de conservatieve katholieke boeren in Tirol. Voor de andere delen van de uitgestrekte dubbelmonarchie werden niet zo vaak medailles ingesteld.
In mei en juni 1866 hadden keizertrouwe Tirolers de wapens opgenomen om de grenzen met het vijandige koninkrijk Sardinië te bewaken. Op 24 juni overwon Oostenrijk zijn tegenstanders in de Slag bij Custozza en op 2 juli overwon Admiraal Wilhelm von Tegetthoff de Italiaanse vloot bij Lissa. De oorlog met Pruisen verliep voor de Oostenrijkers niet gunstig, ze werden in de Slag bij Sadová verslagen en de Duitse bondgenoten zoals Hessen, Saksen, Beieren, Baden, Nassau en Württemberg waren niet tegen Pruisen opgewassen. Toen de Oostenrijkse troepen werden teruggetrokken om Wenen te verdedigen tegen de oprukkende Pruisen kwamen Venetië en de Zuidelijke delen van Tirol in acuut gevaar.De Tirolers bezetten de strategische en goed verdedigbare passen in het Zillertal en Pustertal.
De ronde zilveren medaille weegt 13,8 gram en heeft een diameter van 31 millimeter. Op de voorzijde staat een naar rechts gewend gelauwerd portret van de ouder wordende Frans Jozef I met snor en imposante bakkebaarden. Het rondschrift luidt FRANZ JOSEPH I KAISER VON ÖSTERREICH". Op de keerzijde staat "MEINEM TREUEN VOLKE VON TIROL 1866" binnen een krans van lauweren en eikenblad. Het lint is gedeeld wit en helder rood.
In de 18e eeuw werd het lint nog eenvoudig gevouwen, in 1866 werd het inmiddels traditionele driehoekig lint voorgeschreven.